# Tunapuna - Piarco
Tunapuna - Piarco (ⓘ) is een regio in Trinidad en Tobago.
Tunapuna - Piarco telt 170.767 inwoners op een oppervlakte van 527 km².